# Коля — перекоти поле
«Коля — перекоти поле» — кінофільм режисера Миколи Досталя, що вийшов на екрани в 2005.
На кінофестивалі «Вікно в Європу» в 2005 році фільм був відзначений Спеціальним призом журі «Золота ладдя».

## Зміст
Коля поїхав близько десяти років тому з рідної провінції, щоб спробувати щастя у великому місті. Через довгий час він повертається на рідну землю. За роки все навколо змінилося, крім самого Колі — такого ж баламута, як і раніше. І він знаходить спосіб струснути всі околиці і змусити світ обертатися навколо себе.

## Ролі
| Актор                  | Роль                     |
| ---------------------- | ------------------------ |
| Андрій Жигалов         | Коля                     |
| Сергій Баталов         | Федя                     |
| Алла Клюка-Шаффер      | Наталія                  |
| Ірина Розанова         | Валя (дружина Феді)      |
| Володимир Толоконніков | Філомеєв                 |
| Анна Овсяннікова       | Тетяна Іванівна          |
| Володимир Капустін     | Славік (чоловік Наталії) |
| Лев Борисов            | Філіп Макарович          |

## Знімальна група
- Режисер — Микола Досталь
- Сценарист — Микола Досталь, Георгій Ніколаєв
- Продюсер — Марина Гундоріна, Федір Попов
- Композитор — Олексій Шелигін